# CHEAP STAR
 CHEAP STAR （チープスター）は日本のバンド。

## プロフィール
『品の無い』グラムロックバンド。ハードロックからの影響あり。
4つの異なるバンドから、それぞれのリーダー的なメンバーが集まって結成された

2007年1月30日　ライブハウス 渋谷La.mama （渋谷ラママ）でファースト・ライブを行う
2008年3月16日　ギルビー・クラーク（元ガンズ・アンド・ローゼズ)来日公演のオープニングアクトを務める
2008年10月26日　ミニアルバム『悪魔のナイトクラブ』発表
2009年10月21日　ライブ盤『芝居小屋の夜』発表（ライブ会場限定販売）

2013年以降　下記ラインナップとなる
Vocal : HOLLY
Guitar : SNAKY
Bass : RICHIE
Drums : 石田光宏
2016年3月23日　渋谷ラママのENGINEレーベルより1stアルバム『BABY BABY』を発表 
2016年7月3日　シルヴェイン・シルヴェイン（ニューヨーク・ドールズ）来日公演のオープニングアクトを務める
2018年2月12日　シルヴェイン・シルヴェイン率いるTHE DOLLS来日公演のオープニングアクトを務める
2020年2月7日　渋谷ラママのENGINEレーベルより2ndアルバム『エイミーの夢の中』を発表
渋谷ラママを拠点に活動中